# Cynopterus nusatenggara
Cynopterus nusatenggara är en däggdjursart som beskrevs av Darrell J. Kitchener och Maharadatunkamsi 1991. Cynopterus nusatenggara ingår i släktet Cynopterus och familjen flyghundar. IUCN kategoriserar arten globalt som livskraftig.
Inga underarter finns listade i Catalogue of Life. Wilson & Reeder (2005) skiljer mellan tre underarter.
Genomsnittslängden för kroppen (huvud och bål) är 88 mm, för svansen 5 mm, för öronen 18 mm och för bakfötterna 13 mm. Arten har 55 till 65 mm långa underarmar och väger 24 till 38 g. Huvudet kännetecknas av stora ögon med kastanjebrun till olivbrun regnbågshinna, av rörformiga näsborrar och av öron med mörka kanter (inte vit som hos några andra släktmedlemmar). Pälsen på huvudet är brun och på bålens ovansida ljusbrun till olivbrun. På svansflyghuden förekommer en liten tofs vid svansen. Cynopterus nusatenggara har mellanbrun flygmembran och en gråaktig undersida.
Denna flyghund förekommer på sydostasiatiska öar öster om Java fram till Timor. Arten vistas i skogar i låglandet och i kulliga områden upp till 100 meter över havet. Individerna har främst frukter som föda.